# Match de football Belgique – Pays-Bas (1964)
Le match de football Belgique - Pays-Bas du 30 septembre 1964 est un match amical joué au Bosuilstadion, à Deurne dans la province d'Anvers; il s'agit du 99e derby des Plats Pays qui voit les Diables Rouges s'imposer 1 but à 0 face aux Oranje.
Cette rencontre est particulière car, après le remplacement du gardien de but liégeois Guy Delhasse à la mi-temps par Jean Trappeniers, les onze joueurs belges présents sur le terrain pour les 45 dernières minutes de la seconde période sont tous issus d'un seul et même club, le RSC Anderlecht.
Ce fait exceptionnel ne semble avoir été précédé qu'une seule et unique fois dans l'histoire du football international, près d'un siècle auparavant, à l'occasion du match de football Écosse — Angleterre (1872),, qui présente aussi la particularité d'être considéré comme le tout premier match international de football, lors duquel les onze joueurs écossais, mais cette fois pendant toute la durée de la rencontre, jouaient tous pour le Queen's Park FC. L'Italie en fut toutefois très proche lorsque le 11 mai 1947, face à la Hongrie,, le sélectionneur italien Vittorio Pozzo aligna dix joueurs de champ issus du Torino, seul le gardien Lucidio Sentimenti évoluait pour le rival, la Juventus... de Turin également.
Ce match est également le premier derby à se dérouler en semaine, sous éclairage artificiel au Bosuil, et le premier à domicile à être retransmis intégralement en direct à la télévision par une chaîne belge, la BRT.
Il signe aussi la fin d'une tradition vieille de 60 ans qui voit les deux plats pays systématiquement s'affronter deux fois l'an, une fois en Belgique et une fois aux Pays-Bas.

## Contexte

### Côté belge
Cette rencontre se dispute à l'aube de la saison 1964-1965, le Sporting d'Anderlecht est champion en titre et, à l'issue de cette nouvelle campagne qui débute à peine, les Anderlechtois battront tous les records : douze points d'avance, meilleure défense de la saison et meilleure attaque de tous les temps. De la fin 1963 à la mi-1969, les mauves n'engrangeront pas moins de cinq titres de champion de Belgique consécutifs (1964, 1965, 1966, 1967, 1968) et remporteront le prestigieux Tournoi de Paris à deux reprises (1964, 1966). Le club est alors dirigé par un triumvirat qui entrera dans la légende : le président Albert Roosens, le secrétaire général Eugène Steppé (nl) et l'entraîneur Pierre Sinibaldi. Depuis un bon moment déjà, on parle de l' « Anderlechtisation » du football belge, pour reprendre l'expression de Roger Petit alors secrétaire général du Standard de Liège,,, et, même si cela fait grincer quelques dents, la plupart des observateurs se rendent à l'évidence, le Sporting domine de la tête et des épaules le championnat avec l'ambition d'également conquérir l'Europe,.
Dès lors, il n'est pas étonnant de voir le sélectionneur national Constant Vanden Stock construire son équipe sur une assise principalement mauve et blanc. Le lundi 28 septembre, lorsque celui-ci dévoile sa sélection, ce ne sont pas moins de onze joueurs anderlechtois qui sont convoqués dont dix joueurs de champ sont alignés devant le gardien de but liégeois Guy Delhasse, Jean Trappeniers prenant place sur le banc des réservistes,,. Selon la presse belge, il égale ainsi un record datant de 1949 lorsque le sélectionneur italien Vittorio Pozzo aligna dix joueurs de champ issus du Torino. Il convient toutefois de corriger ce propos car, d'une part, c'est le 11 mai 1947, face à la Hongrie, que l'Italie aligna pour la première fois dix joueurs évoluant pour le Torino alors que seul le gardien Lucidio Sentimenti appartenait à la Juventus et, d'autre part, lors du tout premier match de football international de l'histoire disputé le 30 novembre 1872, le match de football Écosse — Angleterre, les onze joueurs écossais jouaient tous pour le Queen's Park FC, record absolu et fait unique dans l'histoire... jusqu'à la 46e minute de ce Belgique – Pays-Bas.
La rencontre initialement prévue le 3 octobre fut avancée au mercredi précédent à la demande du Sporting d'Anderlecht afin de laisser à ses joueurs le temps de se reposer avant leur confrontation retour face à Bologne en Coupe d'Europe.

### Côté néerlandais
Déjà absente de la Coupe du monde 1962, l'équipe néerlandaise manque la phase la finale du championnat d'Europe en Espagne, après avoir gagné au premier tour contre la Suisse sur un score cumulé de 4-2, elle s'incline au tour suivant devant le Luxembourg de Camille Dimmer (2-3 sur les deux matchs), précipitant le départ du sélectionneur Elek Schwartz après des propos peu élogieux de la presse néerlandaise.
Son remplaçant, le britannique Denis Neville (en), entame un profond renouvellement des cadres et cette rencontre intervient un mois avant un match important pour les Pays-Bas face à l'Albanie en déplacement dans le cadre des qualifications pour la Coupe du monde. C'est donc pour lui l'occasion d'effectuer quelques tests et il ne convoque pas moins de huit joueurs novices en sélection nationale : quatre titulaires et l'ensemble du banc des remplaçants, ce qui ne manque pas de susciter quelques interrogations chez les journalistes néerlandais.
À une période où les amateurs de football n'ont plus d'yeux que pour les compétitions européennes, en témoigne le déplacement de cette rencontre dans le calendrier, ce derby, qui auparavant mobilisait les foules des deux côtés de la frontière, est considéré par la presse batave comme inintéressant, voire sans aucune valeur. Le déplacement au Bosuilstadion, autrefois qualifié de « hel van Deurne » (« enfer de Deurne »), ne représente plus pour les supporters des deux camps qu'un insipide match d'entraînement, dont les considérations historiques sont totalement éclipsées par les duels à venir Albanie – Pays-Bas et Bologne – Anderlecht,, et les estimations les plus optimistes concernant le nombre de spectateurs dans le stade ne dépassent pas 20 000 personnes, soit la moitié de la capacité des tribunes de l'Antwerp. Il n'y aura en définitive que 8 786 spectateurs, depuis les années 1910 un bien triste et plus bas record pour ce derby des Plats Pays...

## Le match

### La feuille de match
| Match amical                                                       | Belgique               | 1 - 0   | Pays-Bas | Bosuilstadion Deurne, Belgique                    |                                                   |
| 30 septembre 1964 · 20:00 heure locale · Historique des rencontres | Jurion 87e             | (0 – 0) |          | Spectateurs : 8 786 Arbitrage : Concetto Lo Bello | Spectateurs : 8 786 Arbitrage : Concetto Lo Bello |
| 30 septembre 1964 · 20:00 heure locale · Historique des rencontres | Rapport (RBFA) Rapport |         |          | Spectateurs : 8 786 Arbitrage : Concetto Lo Bello | Spectateurs : 8 786 Arbitrage : Concetto Lo Bello |

| Belgique | Pays-Bas |

| BELGIQUE :            |                           |     |     |
|                       |                           |     |     |
| Gardien de but        | 1 Guy Delhasse            | 46e |     |
|                       | 2 Georges Heylens         |     |     |
|                       | 3 Laurent Verbiest        |     |     |
|                       | 4 Jean Plaskie            |     |     |
|                       | 5 Jean Cornelis           |     |     |
|                       | 6 Pierre Hanon            |     |     |
|                       | 7 Jef Jurion              |     |     |
|                       | 8 Jacques Stockman        |     |     |
|                       | 9 Johan Devrindt          |     |     |
|                       | 10 Paul Van Himst         |     |     |
|                       | 11 Wilfried Puis          |     |     |
| Remplaçants :         |                           |     |     |
| Gardien de but        | 12 Jean-Marie Trappeniers |     | 46e |
|                       | 13 Robert Weyn            |     |     |
|                       | 14 Gérard Sulon           |     |     |
|                       | 15 Paul van den Berg      |     |     |
| Sélectionneur :       |                           |     |     |
| Constant Vanden Stock |                           |     |     |

| PAYS-BAS :         |                           |
|                    |                           |
| Gardien de but     | 1 Eddy Pieters Graafland  |
|                    | 2 Willy Quadackers (nl)   |
|                    | 3 Daan Schrijvers (nl)    |
|                    | 4 Rinus Israël            |
|                    | 5 Cor Veldhoen            |
|                    | 6 Bennie Muller           |
|                    | 7 Fons van Wissen (nl)    |
|                    | 8 Gerard Bergholtz        |
|                    | 9 Piet Kruiver            |
|                    | 10 Hennie van Nee (nl)    |
|                    | 11 Dick Hollander (nl)    |
| Remplaçants :      |                           |
| Gardien de but     | 12 Tonny van Leeuwen (nl) |
|                    | 13 Peter Kemper (nl)      |
|                    | 14 Ad Verhoeven (nl)      |
|                    | 15 Bert Theunissen (nl)   |
| Sélectionneur :    |                           |
| Denis Neville (en) |                           |

### Le déroulement du match
Les deux équipes évoluent en 4-2-4, une tactique très répandue à l'époque ayant succédé au célèbre « W-M » et introduite par Gusztáv Sebes, le sélectionneur mythique du « Onze d'or hongrois », finaliste de la Coupe du monde 1954.
Les Belges prennent le jeu à leur compte dès les premières minutes et Devrindt est tout près d'ouvrir la marque à trois reprises dans le premier quart d'heure,. La première mi-temps est entièrement à l'avantage des Diables Rouges qui monopolisent le ballon mais présentent aussi les défauts de leurs qualités : en préconisant principalement le jeu court et en combinaisons, ils n'arrivent pas à prendre la défense batave en défaut. Les Néerlandais optent pour un jeu long en contre auquel la Belgique répond en ouvrant systématiquement le piège du hors-jeu dans lequel les Oranje tombent huit fois en vingt minutes, au grand dam de leur entraîneur qui considère ce comportement comme antisportif,. À la 27e minute cependant, lors d'un incursion de Bergholtz, le drapeau du juge de touche reste baissé, le gardien belge se jette dans les pieds de l'attaquant, le choc est terrible et les deux hommes finissent au sol, groggys,. Si la blessure du néerlandais semble sans gravité, Delhasse au contraire évolue dès ce moment diminué et devra être remplacé à la mi-temps, victime d'une grave commotion : « Quand j'ai plongé dans les pieds de Bergholtz, j'ai tourné la tête de côté en essayant de me protéger du bras gauche mais le Hollandais était trop lancé et son pied m'a heurté violemment en me rabotant le visage. Mon acuité visuelle avait perdu toute netteté. J'ai essayé de tenir mais, au repos, j'ai bien dû me contraindre à abandonner les équipiers. ».
Le repos est atteint sur un score vierge. La deuxième mi-temps reprend avec onze joueurs du RSC Anderlecht côté belge, Jean Trappeniers ayant remplacé Delhasse entre les perches. Les Belges connaissent une baisse de rythme lors de cette seconde période, les attaquants ont tendance à trop garder le ballon et à exagérer le dribble, notamment dans le chef de Van Himst, ou à jouer trop latéralement tant et si bien que c'est Trappeniers qui est mis le plus souvent à contribution pendant les vingt première minutes. À la 48e minute, un envoi de van Nee (nl) frappe le dessous de la barre transversale avant de rebondir devant la ligne de but, selon Bergholtz derrière mais c'était difficilement visible pour l'arbitre, et il faut un réflexe magistral du portier anderlechtois pour dégager le ballon. Celui-ci doit encore s'employer en plongeant de manière opportune sur un tir bien placé à la 65e minute. Les escarmouches bataves s'étiolent, les Diables Rouges repartent à l'assaut du but néerlandais et sont enfin récompensés à la 87e minute lorsque Jurion déflore le marquoir après un une-deux avec Van Himst,. Dans les dernières minutes, les Oranje réagissent et acculent la Belgique devant son but mais sans toutefois parvenir à égaliser.

## Épilogue

### La fin du Derby
Sur le plan strictement sportif, ce match historique fut un succès car le spectacle fut de qualité, pour les Belges avec la victoire au bout du compte en sus, mais en revanche, sur le plan populaire, ce fut un échec complet. Il y avait déjà quelques années que le bisannuel derby hollando-belge instauré en 1905 et pour lequel, jadis, le marché noir fonctionnait à plein régime tant il était compliqué d'obtenir des tickets, n'attirait plus la grande foule. Ce jour-là, cependant, c'est à l'enterrement du derby amical qu'on assista et dans l'intimité qui plus est puisqu'il n'y avait que 8 786 spectateurs dans le stade de l'Antwerp, autrefois surnommé « de hel van Deurne » (« l'enfer de Deurne »). La composition de l'équipe belge expliquait partiellement cette désaffection du public mais ce ne fut pas la seule raison. Pour la première fois aussi un match de l'équipe nationale à domicile était retransmis en direct à la télévision et, de plus, la rencontre avait été avancée en milieu de semaine, ce qui n'encouragea pas les supporters à se déplacer au stade. C'est ainsi que l'on mit fin à une tradition vieille de 60 ans qui a vu les deux plats pays s'affronter deux fois l'an, une fois en Belgique et une fois aux Pays-Bas,.